# Eastlake, Michigan
Eastlake är en ort (village) i Manistee County i Michigan. Vid 2010 års folkräkning hade Eastlake 512 invånare.